# Haudainville
Haudainville är en kommun i departementet Meuse i regionen Grand Est (tidigare regionen Lorraine) i nordöstra Frankrike. Kommunen ligger i kantonen Verdun-Est som tillhör arrondissementet Verdun. År 2022 hade Haudainville 933 invånare.

## Befolkningsutveckling
Antalet invånare i kommunen Haudainville
| Referens: INSEE |